# كاروتشي ترين
كاروتشي تاينتريز ترين (بالإنجليزية: Karrueche Tran) (مواليد 17 مايو 1988) ممثلة وعارضة أزياء أمريكية اشتهرت أكثر لمواعدتها الفنان كريس براون لمدة سنتين ابتداء من عام 2010 لكنها انفصلت عنه بعد فترة وجيزة بعدما تصالحه مع الفنانة ريهانا، بعد انفصال كريس وريهانا في مايو 2013، عاد براون وتران معا قبل ان ينفصلان في مارس 2015 بعد أن اكتشفت أن كريس أنجب ابنة من امرأة أخرى.

## روابط خارجية
- كاروتشي ترين على موقع IMDb (الإنجليزية)
- كاروتشي ترين على موقع قاعدة بيانات الفيلم (الإنجليزية)
- كاروتشي ترين على موقع كينوبويسك (الروسية)